# Onur Kalafat
Onur Kalafat (* 8. Oktober 1984 in Akçaabat) ist ein türkischer Fußballspieler.

## Karriere
Kalafat begann mit dem Vereinsfußball in der Jugendabteilung von Tedaşspor und wechselte 1999 in die Jugend von Samsunspor. Hier erhielt er im Frühjahr 2005 einen Profivertrag, spielte aber weiterhin bis zum Saisonende für die Reservemannschaft. Zum Sommer 2005 wechselte er zum damaligen Drittligisten Marmaris Belediyespor und spielte hier die nachfolgenden drei Jahre.
2008 wechselte er zum Zweitligisten Gaziantep Büyükşehir Belediyespor. In der Saison 2010/11 schaffte er es mit Gaziantep BB ins Play-off-Finale der TFF 1. Lig und verpasste durch eine Niederlage gegen Orduspor den Aufstieg in die Süper Lig in letzter Instanz.
Im Sommer 2014 wechselte er zum Drittligisten Yeni Malatyaspor. Mit diesem Verein erreichte er am 34. Spieltag der Saison 2014/15, dem letzten Spieltag der Saison, die Meisterschaft und damit den Aufstieg in die TFF 1. Lig.
Für die Saison 2015/16 heuerte er erst beim Zweitligisten Adana Demirspor an und wechselte dann noch innerhalb der Sommertransferperiode zum Drittligisten Manisaspor. Eine halbe Spielzeit später zog er zum Ligarivalen Kocaeli Birlikspor weiter.

## Erfolge
Mit Yeni Malatyaspor
- Meister der TFF 2. Lig und Aufstieg in die TFF 1. Lig: 2014/15